# Fiona Button
Pour les articles homonymes, voir Button.
Fiona Button (née en 1981) est une actrice de cinéma et de théâtre britannique. Elle est connue pour son rôle de Tess Roberts dans la série télévisée Lip Service, ainsi que pour son rôle de Rose Defoe dans la série The Split aux côtés de Nicola Walker.

## Filmographie
- 2007 : Inspecteur Barnaby (Midsomer Murders) (série télévisée) : Willow McKinley
- 2007 : The Bill (série télévisée) : Susie Matthews
- 2008 : The Palace (série télévisée) : Lucy Bedford
- 2010 : How Not to Live Your Life (série télévisée) : Jenny
- 2011 : Outcasts (série télévisée) : Trix
- 2012 : À nous Manhattan (We'll Take Manhattan) (téléfilm) : Lavinia
- 2010-2012 : Lip Service (série télévisée) : Tess Roberts
- 2012 : Cardinal Burns (en) (série télévisée)
- 2013 : Pramface (série télévisée) : Gaby
- 2013 : Foyle's War (série télévisée) : Mary Nelson
- 2015 : Bugsplat! (téléfilm) : Gina McCutcheon
- 2015 : You, Me and the Apocalypse (série télévisée) : Skye
- 2014-2016 : Grantchester (série télévisée) : Jennifer Chambers
- 2016 : My Mother and Other Strangers (série télévisée) : Vera Curtis
- 2018-2022 : The Split (série télévisée) : Rose Defoe

## Théâtre
- 2006 : Rock 'n' Roll de Trevor Nunn
- 2009 : Madame de Sade de Yukio Mishima
- 2010 : Un mari idéal d'Oscar Wilde
- 2014 : 'Tis Pity She's a Whore de John Ford